# Waldo Quiroz
Waldo Quiroz Jara (10 settembre 1949) è un ex calciatore cileno, di ruolo centrocampista.

## Carriera

### Club
Ha giocato in patria con Santiago Morning, Unión Española e O'Higgins.

### Nazionale
Dal 1977 al 1979 ha giocato 5 partite in Nazionale, prendendo parte alla Copa América 1979.